# 布拉夫号护航驱逐舰
布拉夫号护航驱逐舰（英語：USS Brough，舷号：DE-148），是美国海军于第二次世界大战期间建造的一艘埃德索尔级护航驱逐舰，其舰名取自在阿图岛和基斯卡岛侦查轰炸任务中阵亡的空军勋章获得者大卫·阿特金斯·布拉夫（David Atkins Brough）中尉。
该舰由中尉的姐妹杰克·贝尔（Jack Bell）女士冠名，于1943年1月22日在德克萨斯州奥兰治联合钢铁厂铺设龙骨，随后于4月10日下水。1943年9月18日，布拉夫号正式服役，交由肯尼斯·詹姆斯·哈特利（Kenneth James Hartley）少校指挥。

## 设计与装备
埃德索尔级护航驱逐舰的设计与巴克利级护航驱逐舰类似，均采用长船体并建有较高的舰桥。该级护航驱逐舰配备3英寸（76毫米）50倍径单装主炮，后续曾计划更换为5英寸（127毫米）38倍径主炮，但最终没有实际执行。该级护航驱逐舰由4台费尔班克斯-莫尔斯38D8-1/8-10内燃机提供动力，总功率最高可达6000匹马力，最高航速21节。其燃料舱可携带312吨重油，在12节航速下航程可达11000海里。此外，该级舰船还配备有较完善的侦查搜索系统，包括SL或SU水面雷达、SA对空雷达、QC声呐系统以及用于监听潜艇无线电的HF/DF天线。

## 服役历史
完成试航调整后，布拉夫号正式加入护航舰队，此后的2年间，她先后护送24批盟军船团前往欧洲，期间船团内船只无一损失，布拉夫号也仅展开了5次反潜攻击且均未能取得战果。直至第二次世界大战结束，布拉夫号上仅有2名乘员阵亡，其一为首任指挥官哈特利少校，他在船只穿过北大西洋的大浪时因不慎撞击一号炮塔炮盾而亡，另一名船员则死于深水炸弹投射器的意外击发。
1947年1月，布拉夫号驶入佛罗里达州圣约翰河封存并于格林科夫斯普林斯加入美国海军预备舰队。随着朝鲜战争爆发，布拉夫号启封前往杰克逊维尔接受大修并于1951年9月7日重返现役。
1952年秋季，布拉夫号参加了北约在大西洋开展的大规模行动，其先后到访多个西欧、北欧及加勒比地区港口。11月，她返回费城检修并于次年2月底离厂进行试航调整，随后她前往古巴关塔那摩湾接受训练。在罗德岛州纽波特短暂停留后，布拉夫号于6月初启程前往基韦斯特舰队声呐学校，随后作为训练舰驻留当地协助培训军官和士兵。培训任务结束后，约塞米蒂号驱逐母舰对布拉夫号进行了全船检查，发现其发电机需要大修。布拉夫号随后启程前往缅因州基特里朴茨茅斯海军造船厂处置相关故障。
1953年11月，布拉夫号作为第14护航中队旗舰参加了美军在加勒比地区开展的系列行动并先后到访多个港口城市，12月，她返回纽波特海域活动。1954年3月，布拉夫号再次前往基韦斯特执行任务。7月，她与姊妹舰休斯号及布莱尔号一同前往纽芬兰进行了为期3周的反潜演习。10月20日，布拉夫号带领中队内其他船只北上拉布拉多海岸参加大西洋舰队举行的年度大规模演习，期间其完成了护航、反潜、两栖支援等多项任务。11月20日，她返回纽波特。
1955年2月，布拉夫号前往波士顿海军造船厂进行大修并更换部分设备。4月30日，整修完成后的布拉夫号驶离港口开始其长期训练，随后的一年半时间内，她多次往返基韦斯特、朴茨茅斯海军造船厂、纽波特等地执行任务。
1956年9月4日，布拉夫号离开纽波特加入第43特遣舰队，跟随其支援深冻行动II期项目。她很快离开舰队独自经巴拿马运河进入太平洋并于1个月后抵达新西兰但尼丁。10月至次年3月，她被派往57°S 170°E / 57°S 170°E处负责天气预报、通信中继及搜救工作，其工作周期一般为19至21天，随后便能回港补给驻留5至6天。
1957年3月2日，布拉夫号启程经秘鲁卡亚俄返回纽波特，5月8日，她抵达波士顿海军造船厂进行再次大修，为深冻行动后续任务做准备。8月19日至23日，黄石号驱逐母舰为她进行了任务前的最后整备。26日，布拉夫号自纽波特出发前往南太平洋，最终于9月25日抵达但尼丁。深冻行动III期项目期间，她在61°S 170°E / 61°S 170°E处共驻守了5个周期，她还于1958年2月5日穿过南极圈，成为首艘达成该成就的护航驱逐舰。
1958年3月，布拉夫号启程返航并于4月2日抵达纽波特，此后她再次返厂大修。5月5日，布拉夫号抵达其新母港基韦斯特，随后直至7月21日，她都驻留当地协助舰队声呐学校训练学员。在此期间，她所属的第14护航中队解散，她也因此转入第601驱逐舰中队。
8月23日，布拉夫号再次出发前往新西兰，9月22日，她顺利抵达但尼丁但很快就离港前往任务海域。1959年2月7日，布拉夫号最后一次离开但尼丁，现场约4000名市民为她送行。回程过程中，布拉夫号造访了珀斯、科伦坡、亚丁、雅典、那不勒斯、戛纳、巴塞罗那和直布罗陀，最终于4月14日抵达基韦斯特，这也使得她成为第一艘独自环游世界的护航驱逐舰。5月22日，布拉夫号再次离港前往波多黎各海域，其所属舰队随后成功回收了搭载有2只猴子的PGM-19朱庇特弹道导弹。
此后数年时间内，布拉夫号大多作为舰队声呐学校的训练舰驻留基韦斯特，仅在维修、补给或特定任务期间前往其他港口。1965年6月，布拉夫号退役，11月1日，她自美国海军除籍，随后于1967年1月被出售拆解。

## 荣誉
布拉夫号服役期间所获荣誉如下：
|             |                           |  |
|             | Bronze star               |  |
| Bronze star | Bronze star · Bronze star |  |

| 海军远征奖章                   |                                    |                        |
| 美国战役奖章                   | 欧洲-非洲-中东战役奖章 1枚战斗之星 | 第二次世界大战胜利奖章 |
| 国防部服役奖章 （1枚战斗之星） | 南极服役奖章 （2枚战斗之星）       | 武装部队远征奖章       |

## 历任舰长
| 姓名       | 译名                           | 军衔 | 任职时间                           |
| ---------- | ------------------------------ | ---- | ---------------------------------- |
|            | 肯尼斯·詹姆斯·哈特利           | 少校 | 1943年9月18日-1943年11月12日（ †） |
|            | 亚瑟·詹姆斯·霍普金斯           | 少校 | 1943年11月12日                     |
|            | 詹姆斯·A·雷克托                | 少校 | 1943年11月23日                     |
|            | 米尔顿·A·斯坦                  | 少校 | 1944年9月11日                      |
|            | 尤金·爱默生                    | 少校 | 1945年10月17日                     |
|            | 道格拉斯·L·伯吉斯              | 上尉 | 1946年1月18日                      |
|            | 查尔斯·J·希克曼                | 中尉 | 1946年2月1日-1946年3月22日         |
|            | 哈利·约瑟夫·胡林斯             | 中校 | 1951年9月7日                       |
|            | 丹尼尔·韦伯斯特·阿伯克龙比三世 | 中校 | 1953年9月30日                      |
|            | 加雷特·厄特尔·洛克             | 中校 | 1954年8月3日                       |
|            | 威尔斯·P·杜恩                  | 少校 | 1956年8月23日                      |
|            | 博比·尤金·博尼                 | 少校 | 1957年8月7日                       |
|            | 詹姆斯·劳埃德·莫斯             | 少校 | 1959年8月18日                      |
|            | 埃德蒙·约翰·凯里               | 少校 | 1961年2月6日                       |
|            | 珀西·斯图尔特·比曼             | 少校 | 1962年8月8日                       |
|            | 托马斯·约瑟夫·勒博             | 少校 | 1963年10月18日                     |
|            | 维吉尔·惠特尼·尤曼斯           | 少校 | 1963年12月19日                     |
|            | 汉斯·皮特·舍恩伯格             | 少校 | 1964年1月16日-1965年6月30日        |
| 参考文献： |                                |      |                                    |